# St. Mary Parish, Louisiana
St. Mary Parish (franska: Paroisse de Paroisse de Sainte-Marie) är ett administrativt område, parish, i delstaten Louisiana, USA. År 2010 hade området 54 650 invånare. Den administrativa huvudorten är Franklin. 
Området ligger i hjärtat av det fransktalande Louisiana, men har till skillnad från sina grannar traditionellt haft engelsktalande majoritet.

## Geografi
Enligt United States Census Bureau så har countyt en total area på 2 898 km². 1 587 av den arean är land och 1 311 km² är vatten.  

### Angränsande områden
- Iberia Parish - norr
- Saint Martin Parish - öster
- Assumption Parish - sydost
- Terrebonne Parish - söder